# 纽子花
纽子花（学名：Vallaris solanacea），为夹竹桃科纽子花属下的一个植物种。